# Transformada de Fourier fraccional

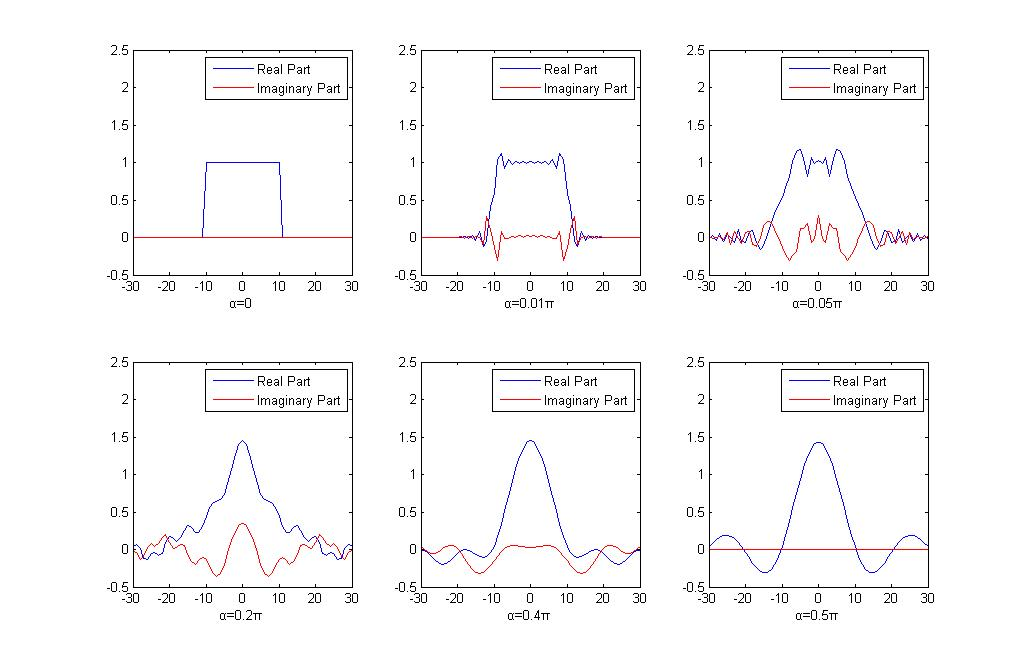
Transformada de Fourier fraccional.

En matemàtiques, a l'àrea de l'anàlisi harmònica, la transformada de Fourier fraccional (FRFT) és una família de transformacions lineals que generalitzen la transformada de Fourier. Es pot considerar com la transformada de Fourier a la potència n, on n no necessita ser un nombre enter — per tant, pot transformar una funció a qualsevol domini intermedi entre el temps i la freqüència. Les seves aplicacions van des del disseny de filtres i l'anàlisi del senyal fins a la recuperació de fases i el reconeixement de patrons.
La FRFT es pot utilitzar per definir convolució fraccional, correlació i altres operacions, i també es pot generalitzar encara més en la transformació canònica lineal (LCT). Una definició primerenca de la FRFT va ser introduïda per Condon, resolent la funció de Green per a les rotacions de l'espai fase, i també per Namias, generalitzant el treball de Wiener sobre polinomis d'Hermite.
No obstant això, no va ser àmpliament reconegut en el processament del senyal fins que va ser reintroduït de manera independent al voltant de 1993 per diversos grups. Des d'aleshores, hi ha hagut un augment d'interès per estendre el teorema de mostreig de Shannon per a senyals que estan limitades per bandes en el domini de Fourier fraccional.
Bailey i Swartztrauber van introduir un significat completament diferent per a "transformada de Fourier fraccional" com un altre nom essencialment per a una transformada z, i en particular per al cas que correspon a una transformada de Fourier discreta desplaçada per una quantitat fraccionària en l'espai de freqüències. (multiplicant l'entrada per un xirp lineal) i avaluant en un conjunt fraccionari de punts de freqüència (per exemple, considerant només una petita part de l'espectre). (Aquestes transformacions es poden avaluar de manera eficient mitjançant l'algorisme FFT de Bluestein). Aquesta terminologia ha quedat en desús a la majoria de la literatura tècnica, però, amb preferència a la FRFT. La resta d'aquest article descriu el FRFT.

## Introducció

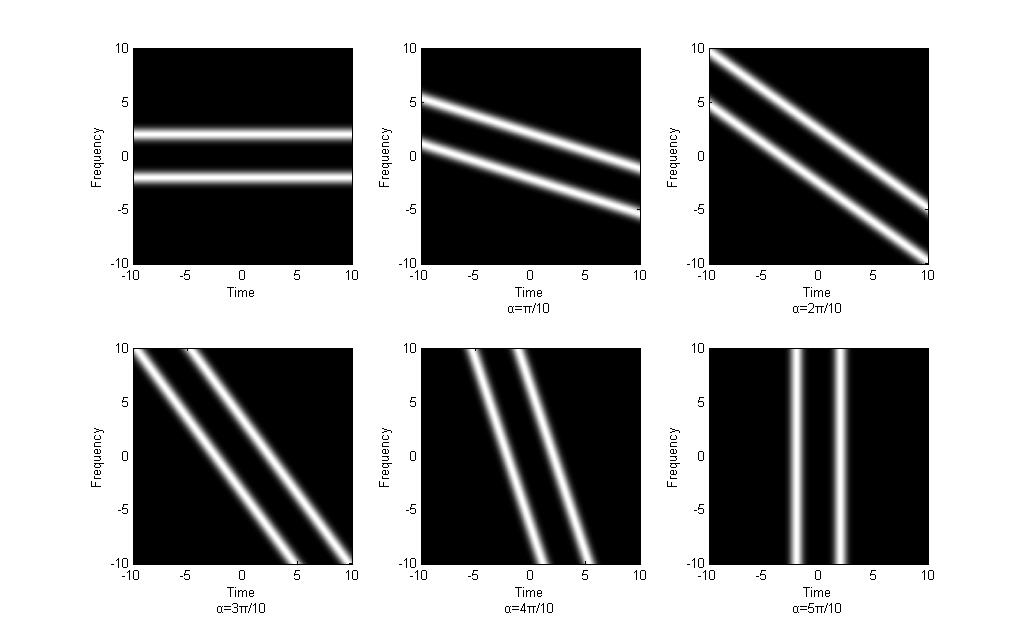
Distribució temps/freqüència de la transformada de Fourier fraccional.

La transformada de Fourier contínua {\displaystyle {\mathcal {F}}} d'una funció {\displaystyle f:\mathbb {R} \mapsto \mathbb {C} } és un operador unitari de {\displaystyle L^{2}} espai que mapeja la funció {\displaystyle f} a la seva versió freqüent {\displaystyle {\hat {f}}} (totes les expressions es prenen en el {\displaystyle L^{2}} sentit, més que puntualment):{\displaystyle {\hat {f}}(\xi )=\int _{-\infty }^{\infty }f(x)\ e^{-2\pi ix\xi }\,\mathrm {d} x}i {\displaystyle f} està determinat per {\displaystyle {\hat {f}}} mitjançant la transformada inversa {\displaystyle {\mathcal {F}}^{-1}\,,}{\displaystyle f(x)=\int _{-\infty }^{\infty }{\hat {f}}(\xi )\ e^{2\pi i\xi x}\,\mathrm {d} \xi \,.}Estudiem la seva n -è iterada {\displaystyle {\mathcal {F}}^{n}} definit per {\displaystyle {\mathcal {F}}^{n}[f]={\mathcal {F}}[{\mathcal {F}}^{n-1}[f]]} i {\displaystyle {\mathcal {F}}^{-n}=({\mathcal {F}}^{-1})^{n}} quan n és un nombre enter no negatiu, i {\displaystyle {\mathcal {F}}^{0}[f]=f} . La seva seqüència és finita ja que {\displaystyle {\mathcal {F}}} és un automorfisme de 4 periòdics: per a cada funció {\displaystyle f}, {\displaystyle {\mathcal {F}}^{4}[f]=f} .

## Definició
Nota: alguns autors escriuen la transformada en termes de "l'ordre a " en comptes de l'"angle α ", en aquest cas l'α sol ser a per π/2. Tot i que aquestes dues formes són equivalents, cal anar amb compte amb quina definició fa servir l'autor.

Per a qualsevol α real, la transformada de Fourier fraccional de l'angle α d'una funció ƒ es denota per {\displaystyle {\mathcal {F}}_{\alpha }(u)} i definit per
| {\displaystyle {\mathcal {F}}_{\alpha }[f](u)={\sqrt {1-i\cot(\alpha )}}e^{i\pi \cot(\alpha )u^{2}}\int _{-\infty }^{\infty }e^{-2\pi i\left(\csc(\alpha )ux-{\frac {\cot(\alpha )}{2}}x^{2}\right)}f(x)\,\mathrm {d} x} |Formalment, aquesta fórmula només és vàlida quan la funció d'entrada es troba en un espai prou agradable (com L1 o l'espai de Schwartz), i es defineix mitjançant un argument de densitat, d'una manera similar a la de la transformada de Fourier ordinària (vegeu l'article), en el cas general.
Si α és un múltiple enter de π, aleshores les funcions cotangent i cosecant anteriors divergeixen. Tanmateix, això es pot gestionar prenent el límit, i condueix a una funció delta de Dirac a l'integrand. Més directament, ja que {\displaystyle {\mathcal {F}}^{2}(f)=f(-t)~,~~{\mathcal {F}}_{\alpha }~(f)} ha de ser simplement f(t) o f(−t) per a α un múltiple parell o senar de π respectivament.
Per a α = π/2, aquesta es converteix precisament en la definició de la transformada de Fourier contínua, i per a α = −π/2 és la definició de la transformada de Fourier contínua inversa.
Observació: amb la convenció de freqüència angular ω en lloc de la freqüència, la fórmula FRFT és el nucli de Mehler,

## Fα(f)(ω)=1−icot⁡(α)2πeicot⁡(α)ω2/2∫−∞∞e−icsc⁡(α)ωt+icot⁡(α)t2/2f(t)dt.{\displaystyle {\mathcal {F}}_{\alpha }(f)(\omega )={\sqrt {\frac {1-i\cot(\alpha )}{2\pi }}}e^{i\cot(\alpha )\omega ^{2}/2}\int _{-\infty }^{\infty }e^{-i\csc(\alpha )\omega t+i\cot(\alpha )t^{2}/2}f(t)\,dt~.}Aplicació
La transformada de Fourier fraccional es pot utilitzar en l'anàlisi de freqüència de temps i en DSP. És útil filtrar el soroll, però amb la condició que no es solapa amb el senyal desitjat en el domini temps-freqüència. Considereu l'exemple següent. No podem aplicar un filtre directament per eliminar el soroll, però amb l'ajuda de la transformada de Fourier fraccional, primer podem girar el senyal (incloent-hi el senyal i el soroll desitjats). A continuació, apliquem un filtre específic, que permetrà que només passi el senyal desitjat. Així, el soroll s'eliminarà completament. A continuació, tornem a utilitzar la transformada fraccional de Fourier per girar el senyal cap enrere i podem obtenir el senyal desitjat.